# Raposeira
Raposeira ist ein Ort und eine ehemalige Gemeinde an der portugiesischen Südküste, der Algarve.
Der Ort liegt im Naturpark Parque Natural do Sudoeste Alentejano e Costa Vicentina.
Es besteht keine bekannte Verbindung zum bekannten portugiesischen Schaumwein gleichen Namens, der eine Marke aus Lamego ist.

## Geschichte
Funde belegen eine vorgeschichtliche Besiedlung. Heinrich der Seefahrer soll hier im 15. Jahrhundert gelebt haben, als belegt gilt jedoch lediglich sein Besuch der Messe in der Kapelle Ermida da Nossa Senhora de Guadalupe. Die Kapelle wurde von den Tempelrittern im 13. Jahrhundert gegründet, im Zuge der Reconquista.

## Verwaltung
Raposeira war Sitz einer gleichnamigen Gemeinde (Freguesia) im Kreis (Concelho) von Vila do Bispo im Distrikt Faro. Die Gemeinde hatte 469 Einwohner (Stand 30. Juni 2011).
Folgende Ortschaften gehörten zur Gemeinde:
- Cerro de Monchique
- Hortas do Tabual
- Marigil
- Outeiros
- Pisão
- Quinta de Guadalupe
- Raposeira

Mit der kommunalen Neuordnung vom 29. September 2013 wurden die Gemeinden Raposeira und Vila do Bispo zur neuen Gemeinde Vila do Bispo e Raposeira zusammengeschlossen.

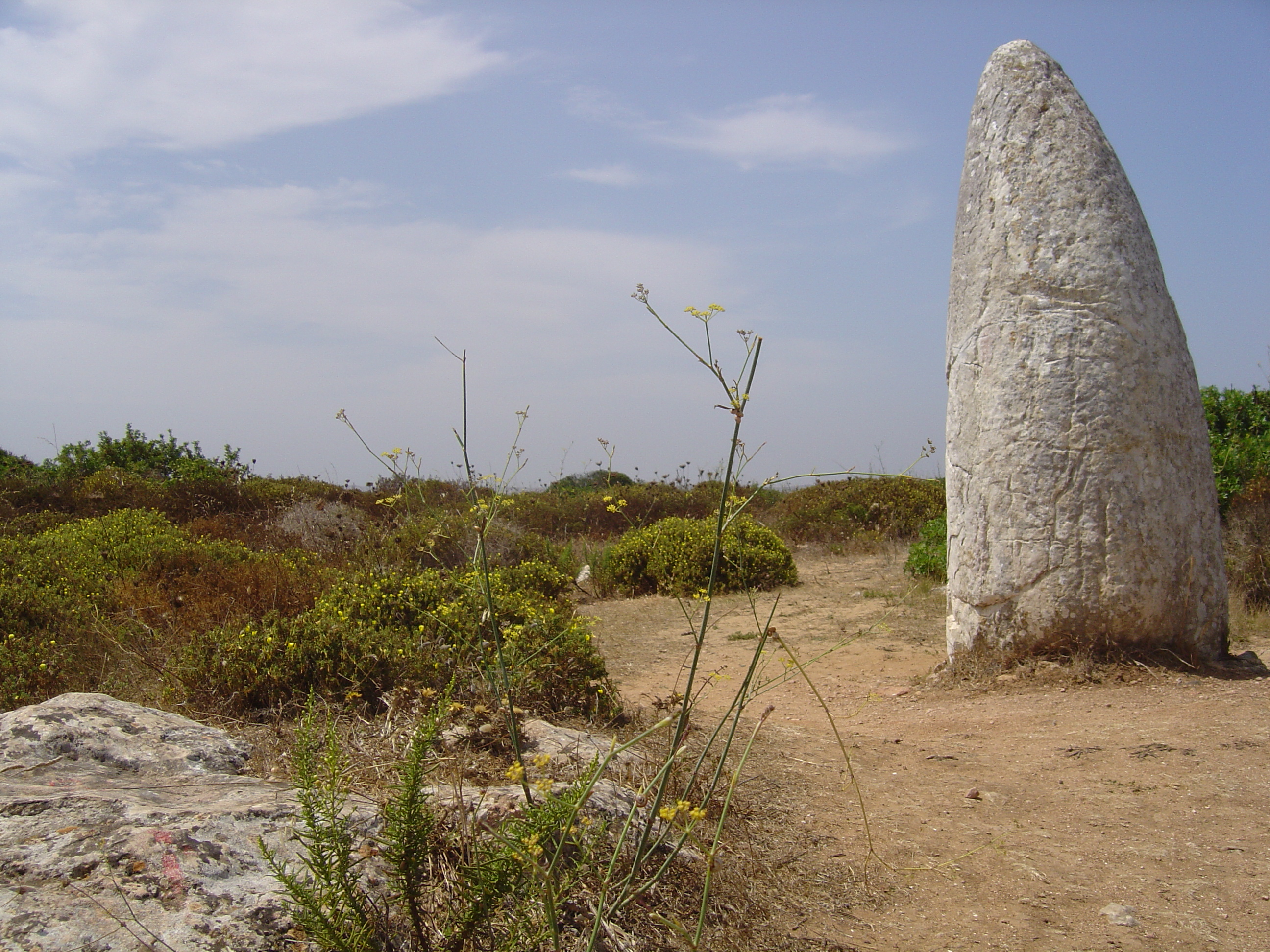
Der Menhir Menir de Aspradantes

## Sehenswürdigkeiten
Die Kapelle Nossa Senhora de Guadalupe aus dem 13. Jahrhundert liegt im Gebiet der ehemaligen Gemeinde Raposeira.
Der Menhir von Aspradantes ist aus weißem Kalkstein und ist etwa 2,20 Meter hoch. Er steht unter Denkmalschutz.